# 교황 비탈리아노
교황 비탈리아노(라틴어: Vitalianus PP., 이탈리아어: Papa Vitaliano)는 제76대 교황(재위: 657년 7월 30일 - 672년 1월 27일)이다.

## 생애
비탈리아는 오늘날 이탈리아의 라치오주 세니에서 태어났으며, 부친의 이름은 아나스타시우스이다.
657년 6월 2일 또는 3일에 교황 에우제니오 1세가 선종한 후에 비탈리아노가 후임 교황으로 선출되었으며, 7월 30일에 주교로 성성(成聖)되어 착좌하였다. 그는 교황이 된 후에도 자신의 세례명을 그대로 사용하였다. 비탈리아노는 동로마 제국의 콘스탄스 2세 황제와 우호적인 관계를 맺어 발전시킴으로써 콘스탄티노폴리스와의 친교를 회복하고, 단의설 논쟁을 해결할 방안을 모색하였다. 그는 황제와 콘스탄티노폴리스 총대주교에게 단의설 논쟁을 포함해서 자신의 선출을 알리는 내용의 서신을 써서 보냈다. 콘스탄스 2세는 유화적인 태도로 비탈리아노의 교황 선출을 인정하고, 로마 교회가 기독교의 으뜸 교회로서 지니는 특권들을 다시 한 번 인정하였다. 그리고 표지를 황금으로 장식한 복음서의 사본 등 귀한 선물을 보냈다.
콘스탄티노폴리스 총대주교 베드로는 자신이 신봉하는 단의설에 대해서는 다소 애매모호한 표현을 쓰기는 했지만, 황제와 마찬가지로 역시 비탈리아노 교황에게 친서를 보냈다. 서신에서 그는 교황과 일치하려는 듯한 느낌을 주려고 노력하였다. 단의설을 둘러싼 교리적 문제가 남아 있었기는 하지만, 사실상 상호 침묵을 유지함으로써 로마와 콘스탄티노폴리스 간의 친교는 일시적으로 회복되었다. 비탈리아노의 이름은 곧 동방 교회의 딥티크에 기록되었다. 이는 교황 호노리오 1세(638년 선종) 이후 제3차 콘스탄티노폴리스 공의회(680년~681년)가 소집되기 전까지 동방 교회에 딥티크에 교황의 이름이 기록된 것은 비탈리아노가 유일하였다.
콘스탄스 2세가 랑고바르드족을 물리치기 위해 663년 로마를 방문하여 12일 동안 머무르는 동안 비탈리아노는 그에게 호의를 베풀었다. 비탈리아노는 친히 로마 교회의 모든 성직자를 대동하고 로마 성문 앞까지 나가 콘스탄스 2세를 맞이하여 성 베드로 대성전까지 안내하였다. 황제는 그에 대한 답례로 봉헌물을 바쳤다. 다음 일요일에 콘스탄스 2세는 성 베드로 대성전에서 비탈리아노가 집전하는 미사에 참례하여 금실로 짠 팔리움을 그에게 헌정하였다. 다음 토요일에 콘스탄스 2세는 비탈리아노와 함께 식사한 다음에 다시 미사에 참례하였다. 미사가 끝난 후에 두 사람은 헤어졌다. 콘스탄스 2세는 로마를 떠나기 전에 판테온의 지붕에서 벗겨낸 청동 타일을 포함한 수많은 청동 예술품을 옮김으로써 판테온이 온전히 교회 전례를 위한 장소가 되게 만들었다.
이후 시칠리아로 건너간 콘스탄스 2세는 과중한 세금 징수 등의 이유로 그곳 민중의 원망을 샀다. 게다가 시라쿠사로 수도 이전을 추진하자 콘스탄티노폴리스 시민들과 군인들의 반발이 높아졌다. 결국 668년 9월 15일 콘스탄스 2세는 장군인 메제지우스의 음모로 목욕을 하다 시종의 습격을 받아 살해되었다. 비탈리아노는 메제지우스에 맞서 콘스탄스 2세의 아들인 콘스탄티누스 4세를 지지하여 그가 제위를 계승하는데 도움을 주었다. 콘스탄티누스 2세는 부황과는 달리 단의설 칙령을 고수할 의사가 없었던 것을 파악한 비탈리아노는 단의설에 더욱 단호한 입장을 취하는 한편 황제가 정통 신앙 쪽으로 회두하도록 설득하였다. 그러나 후자의 시도는 성공을 거두지 못했다. 단의설을 추종한 콘스탄티노폴리스 총대주교 테오도로스 1세는 비탈리아노의 이름을 딥티크에서 제거하였다. 허나 이는 681년 제6차 세계 공의회에서 단의설을 공식적으로 단죄하기로 최종 결의하고 동방 교회는 비탈리아노의 이름이 들어간 딥티크로 다시 교체하라는 결의가 내려짐으로써 성공하지 못했다.

### 잉글랜드와의 관계
비탈리아노는 여러 가지 교회 관습에 있어서 잉글랜드로 파견한 선교사들과 차이점을 보인 잉글랜드의 앵글로색슨족과의 관계를 증진시키는데 성공하였다. 664년 위트비 시노드에서 노섬벌랜드의 왕 오스위는 부활절과 삭발례를 로마의 관습에 맞추기로 결정하였다. 664년 캔터베리 대주교 데우스데디트가 선종하자 오스위와 켄트의 에그버트 왕은 후임 대주교 문제로 잉글랜드 사제 윅하드를 로마로 보냈다. 윅하드는 캔터베리의 새 대주교로 서임되었으나 잉글랜드로 돌아오기도 전에 로마에서 병사하였다.
비탈리아노는 오스위에게 빠른 시간 내에 적합한 인물을 골라 대주교로 수품하여 잉글랜드로 보내겠다고 약속하였다. 나폴리 수도원의 아빠스 하드리아노가 새 대주교로 선정되었지만, 정작 본인은 자신은 주교직을 맡을 인물이 아니라면서 정중하게 사양하였다. 그대신 하드리아노는 타르수스의 테오도로 수사를 차기 대주교로 추천하였다. 수준 높은 교육을 받은 테오도로는 라틴어와 그리스어에 해박하였다. 668년 3월 26일 캔터베리 대주교로 수품받은 테오도로는 하드리아누스와 같이 잉글랜드로 건너가, 잉글랜드 교회를 이끄는 지도자로 인정받았다.

### 라벤나
라벤나 대교구는 오래전부터 로마 관구에 속해 있었다. 당시 반항적인 인물이었던 마우루스(644~671)가 라벤나 대주교로 있었는데, 그는 로마의 간섭으로 벗어나 독립적인 주교가 되고자 하였다. 이에 비탈리아노는 그를 설득하기 위해 직접 그를 찾아갔지만, 소용이 없었다. 마우루스는 결국 자신은 로마로부터 독립한다고 선언함으로써 스스로 이교도가 되었다. 그 결과, 비탈리아노로부터 파문을 당하였다. 하지만 마우루스는 이에 굴복하지 않고 오히려 자신이 교황인 비탈리아노를 파문한다고 선언하였다.
콘스탄스 2세 황제는 마우루스 편에 서서 라벤나 대교구는 로마의 치리권을 받지 않는다는 내용의 칙령을 반포하였다. 또한 그는 라벤나의 대주교는 교황이 아니라 황제로부터 팔리움을 받아야 한다고 선언하였다. 마우루스의 뒤를 이어 레파라투스가 라벤나의 새 대주교가 되었지만, 671년이 되어서야 주교품을 받았다. 콘스탄스 2세의 뒤를 이어 황제가 된 콘스탄티누스 4세는 이전 황제의 칙령을 파기하고 라벤나 대교구는 로마 관구에 예속된다는 사실을 공식적으로 인정하였다.

### 동방 교회에 대한 권위
비탈리아노는 동방 지역에 있는 교회들에게도 교황으로서의 권위를 행사하였다. 라파의 요한은 관구장 주교 바울로의 주최 아래 소집된 시노드에서 주교직을 박탈당하게 되었다. 이에 요한은 교황에게 항소하고자 하였지만, 그 이유로 감옥에 갇히게 되었다. 하지만 그는 탈옥하여 곧바로 로마로 피신하였다. 비탈리아노는 667년 12월 시노드를 소집하여 이 사건을 조사한 후에 요한을 무죄라고 판결하였다. 그리고나서 바울로에게 요한이 자신의 교구에 복귀시키도록 하고 그에게서 부당하게 빼앗아간 수도원들을 되돌려줄 것을 요구하는 서신을 써서 보냈다. 동시에 교황은 바울로에게 사제 서품을 받은 후 혼인한 두 명의 부제에 대해서는 즉각 사제직을 박탈하라고 지시하였다.
한편 교회 음악에 파이프 오르간을 도입한 것은 비탈리아노 교황 시대 때부터였다고 전해진다.
비탈리아노는 672년 1월 27일에 선종하였으며, 그 시신은 산레오파르도 성당이라고도 불리는 오시모 대성당의 납골당에 안장되었다. 사후 가톨릭교회에 의해 성인으로 시성되었으며, 축일은 1월 27일이다.